# معرض سكة الفني
معرض سكة الفني هو حدث سنوي من تنظيم هيئة الثقافة والفنون في دبي لدعم مواهب الفنانين الناشئين من دولة الإمارات العربية المتحدة. انشئ المعرض في 2011 وتركز في البدايات على الفنون البصرية فقط ولكن في وقت لاحق إتسع النطاق ليشمل عروض الأفلام، والموسيقى، وورش العمل. ويقام سكة في حي الفهيدي التاريخية ( منطقة البستكية ) .

## معارض
- 2011 العدد الأول - قام في الفترة مابين 14-21 مارس
- 2012 العدد الثاني- قام في الفترة مابين 15-24 مارس، وقامت لجنة مكونة من كل من خالد النجار، رامي فاروق، ابتسام عبد العزيز، سالم باليوحى ودبي آرت.
- 2013 العدد الثالث- قام في الفترة مابين 14-24 مارس
- 2014 العدد الرابع- قام في الفترة مابين 14-24 مارس بتقيم فني من وفاء بنت مكتوم وياكوكو ايمورا ويوكاسا ايمامورا.
- 2015 العدد الخامس- قام بتقيم فني من جلال لقمان وبمشاركة 14 فنان منهم نجات كي، عبد القادر الريس ومطر بن لاحج.

## أنظر آيضا
- مؤسسة الشارقة للفنون
- بينالي الشارقة
- مهرجان طيران الإمارات للآداب
- مركز تشكيل للفنون
- لطيفة بنت محمد بن راشد آل مكتوم
- أسبوع دبي للتصميم
- مؤسسة مبادرات محمد بن راشد آل مكتوم العالمية
- ثقافة دبي
- هيئة دبي للثقافة والفنون

## وصلات خارجية
الموقع الرسمي